# Kvantový stav
Kvantový stav představuje v kvantové fyzice takovou skupinu pozorovatelných veličin, jejichž prostřednictvím jsou vlastnosti daného systému nebo částice plně určeny. Pozorovatelné veličiny stavu jsou určovány s ohledem na současnou měřitelnost jednotlivých veličin.
Hodnoty fyzikálních veličin, které lze na kvantovém systému naměřit, jsou vlastní čísla operátorů, které odpovídají daným fyzikálním veličinám.
Kvantový stav může být také charakterizován vlnovou funkcí, stavovým vektorem nebo úplnou množinou kvantových čísel charakterizujících daný systém. Alternativně lze znalost o stavu vyjádřit pomocí matice hustoty.

## Vlastní stav
Pokud provedeme na daném systému měření veličiny A (vyjádřené operátorem Â) s výsledkem {\displaystyle a_{0}}, znamená to, že systém prošel kolapsem vlnové funkce a nachází se ve stavu {\displaystyle \scriptstyle \psi _{a_{0}}}. Jeho stavový vektor je vlastním vektorem operátoru Â příslušným k vlastní hodnotě {\displaystyle a_{0}}.

## Stacionární a nestacionární stav
Pokud je operátor celkové energie systému, Hamiltonián, časově nezávislý, jsou jeho vlastní stavy stavy stacionárními. To znamená, že pravděpodobnosti naměření systému v jednotlivých hodnotách pozorovatelných se nemění, přestože amplituda pravděpodobnosti stavu osciluje v souladu s časově závislou Schrödingerovou rovnicí. 
Nestacionární kvantový stav je kvantový stav, který není stacionární je tedy časově závislý.

## Základní a excitovaný stav
Kvantový stav, kterému přísluší nejnižší přípustná energie, nazýváme základní stav. Kvantový stav s hodnotou energie vyšší, než je hodnota energie základního stavu, nazýváme excitovaný stav, vzbuzený stav.